# Папраћане
Папраћане (алб. Prapaqan) је насељено место у општини Дечани, на Косову и Метохији. Према попису становништва из 2011. у насељу је живело 740 становника.

## Становништво
Према попису из 2011. године, Папраћане има следећи етнички састав становништва:
| Националност       | 2011.        |
| Албанци            | 696 (94,05%) |
| Бошњаци            | 36 (4,86%)   |
| други и недоступно | 8 (1,09%)    |
| Укупно             | 447          |

| Демографија | Демографија | Демографија |
| Година      | Становника  | Становника  |
| ----------- | ----------- | ----------- |
| 1948.       | 351         |             |
| 1953.       | 469         |             |
| 1961.       | 563         |             |
| 1971.       | 621         |             |
| 1981.       | 928         |             |
| 1991.       | 1.087       |             |
| 2011.       | 740         |             |